# Oleg Popov
Pour les articles homonymes, voir Popov.
Oleg Konstantinovitch Popov (en russe : Олег Константинович Попов), né le 31 juillet 1930 dans l'oblast de Moscou en URSS, et mort le 2 novembre 2016 à Rostov-sur-le-Don (Russie), est un célèbre clown et artiste du cirque soviétique puis russe. Il est surnommé le Clown du soleil.

## Biographie

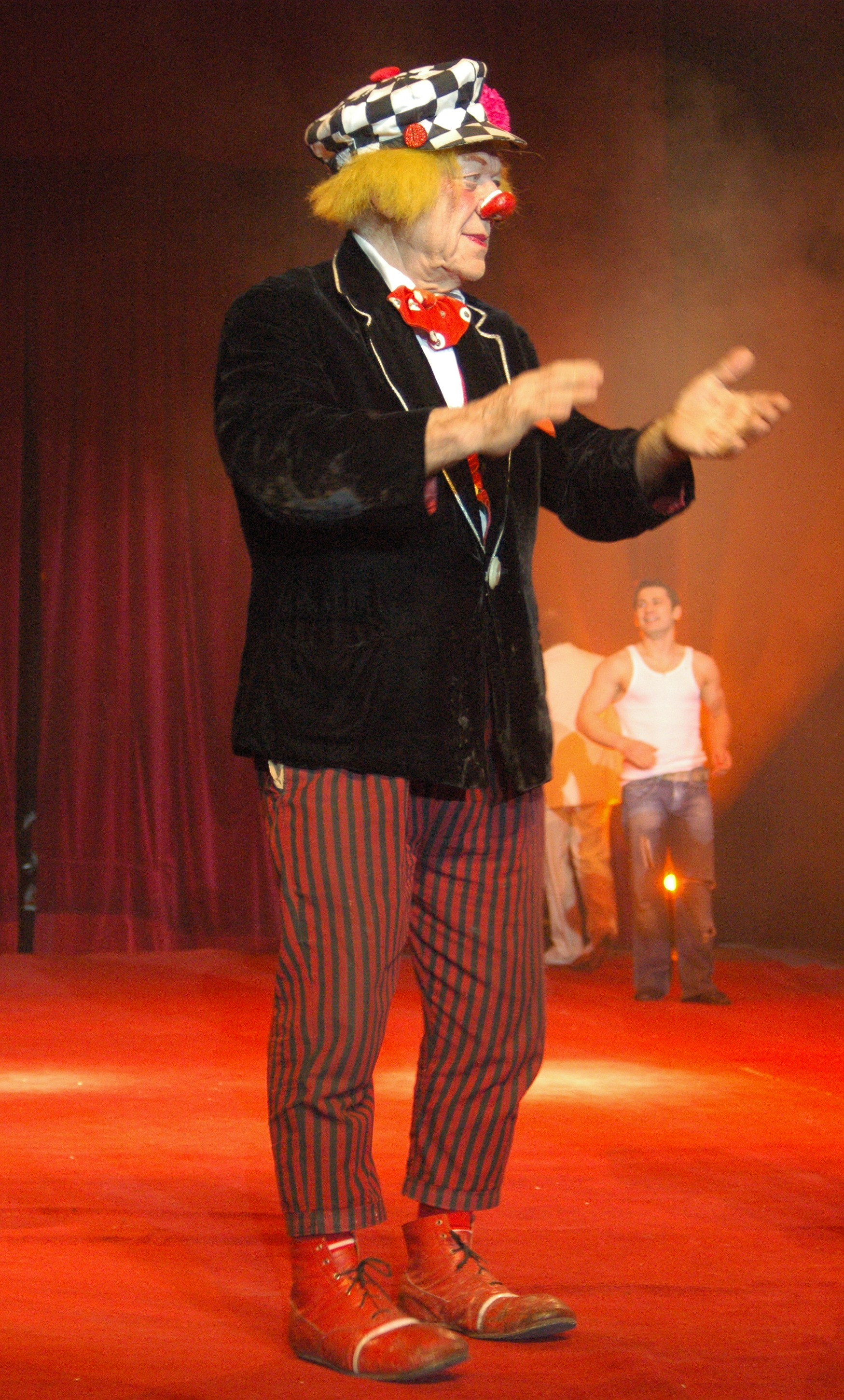
Oleg Popov lors d'une représentation à Worms (Allemagne) en 2009.

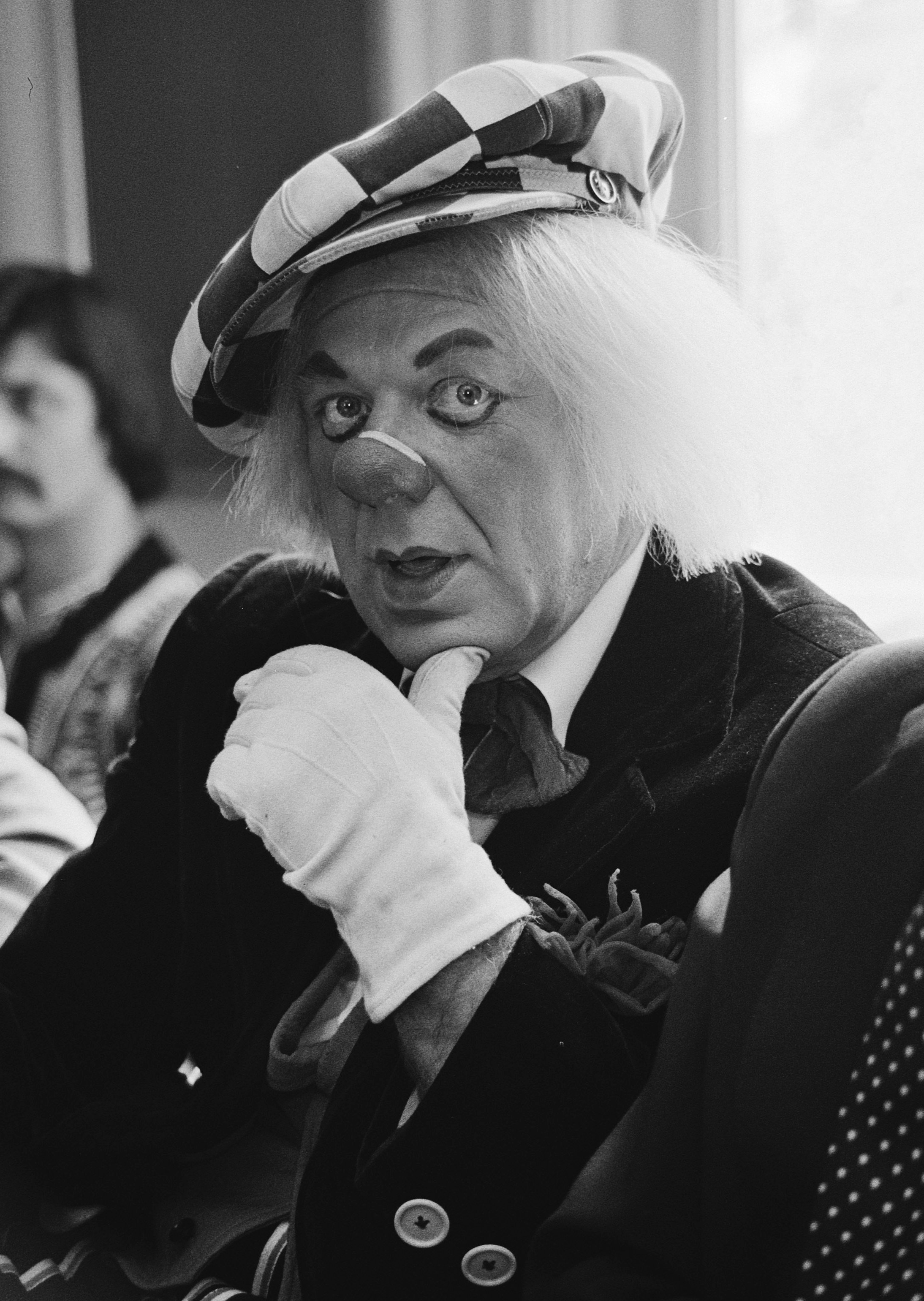
Oleg Popov à Amsterdam en 1979.

Oleg Popov naît dans une famille très éloignée du monde du cirque, son père étant horloger. Il voit un spectacle vivant pour la première fois à l'âge de dix ans, amené par son père. En 1944, il intègre l'École nationale du cirque et de l'art de la scène de Moscou. Il y étudie les éléments d'acrobatie, le jonglage et se spécialise tout particulièrement en équilibrisme. Diplômé en 1949, il est engagé par le cirque de Saratov. Là, il doit remplacer au pied levé le seul clown de ce cirque, un certain Pororikov, qui s'était blessé. Il dira plus tard ne pas avoir vu le public lors de la première représentation, submergé par le trac, et encore moins compris si sa prestation avait plu, mais son contrat sera reconduit pour un an. En 1951-1953, il suit une formation au studio du Cirque de Moscou du boulevard Tsvetnoï auprès du célèbre clown Karandach à la même époque que Youri Nikouline, un autre artiste de renommée et son rival. Sa carrière se déroule au Grand cirque national de Moscou. Popov, tout comme Karandach, Lazarenko (ru), Nikouline et Chouïdine, appartient à la génération de clowns à l'apparence plus naturelle, qui abandonne le maquillage excessif, les chaussures démesurées, mais aussi les éléments de la bouffonade, présentant à la place un personnage réaliste évoluant dans le cadre inspiré du quotidien dans lequel le citoyen soviétique lambda se reconnait. Ses numéros par ailleurs sont pénétrés d'un optimisme débordant. 
Popov devient le premier clown de l'URSS à jouer dans le monde occidental. En 1969, il est honoré du titre d'Artiste du peuple de l'URSS. En 1981, il est clown d'or au Festival international du cirque de Monte-Carlo. 
À partir de  1991, Oleg Popov habita en Allemagne. En 1993, il est introduit dans l'International Clown Hall of Fame (en). Le Musée international des artistes en Allemagne lui remet la médaille d'honneur des talents artistiques en 2004.
Il est évoqué dans le 232e des 480 souvenirs cités par Georges Perec dans Je me souviens.
Oleg Popov meurt le 2 novembre 2016 d'une crise cardiaque dans un hôtel de Rostov-sur-le-Don alors qu'il était en tournée. Il était le plus vieux clown du monde en exercice.
Le 4 novembre 2016, il a été enterré dans la ville d'Egloffstein en Allemagne, conformément à la dernière volonté de l'artiste, il fut enterré dans un costume de clown.

## Honneur
L'astéroïde (278200) Olegpopov est nommé en son honneur.